# 資生園早田牧場
資生園早田牧場（しせいえんはやたぼくじょう）は、1917年から2002年まで存在した競走馬の生産牧場。
本場は福島県に置いていたが、1977年に本格的な生産に着手してから最大拠点は北海道新冠町にあった。1990年代以降、レオダーバン、ビワハヤヒデ、ナリタブライアン、シルクジャスティス、マーベラスサンデー、シルクプリマドンナといったGI競走優勝馬を次々と輩出。有力種牡馬のブライアンズタイムも擁し、一時は社台ファーム（社台グループ）に次ぐ国内第2位の生産者として日高地方を代表する牧場となった。しかし急激な拡大方針から資金難に陥り、2002年11月に倒産した。

## 歴史

### 創業
創業家の早田家は江戸時代に幕府天領の銀山の差配を任されていた旧家であり、広大な山林や農地を所有する地主であった。当主は代々「早田伝之助」を名乗り、1917年に第9代早田伝之助が「資生園早田牧場」を創業。ただし、牧場としては小規模で、道楽的な性格の強いものであった。早田家に入り婿した早田高麿（10代伝之助）は東京帝国大学で馬学を学び、のち獣医将校となった馬の専門家であったが、太平洋戦争を経て山梨県庁に勤務し、牧場は変わらず伝之助に任せていた。

### 躍進の時代
本格的に競走馬生産に取り組みだしたのは、高麿の子・早田光一郎である。馬産を志していた光一郎は、大学卒業後に「20世紀最大の種牡馬」とも評されるノーザンダンサーや、その産駒のイギリス三冠馬・ニジンスキーの生国であるカナダに留学。帰国後、父から県庁の退職金2500万円を譲られ、これを元手にカナダで2頭の馬を買い、うち1頭の牝馬・モミジが活躍したことにより、日本円にして約1億円ほどの資金を得た。光一郎はさらに1億円を借り入れて北海道新冠町で新たに「早田牧場新冠支場」を設立し、繁殖牝馬として日本に輸入したモミジらを擁して生産を開始した。さらに光一郎は種馬場・CBスタッドを設立するなどしながら牧場の規模を急拡大させ、早田牧場は中小生産者が集中する北海道日高地方における最大のグループ企業へと成長していった。創設9年目の1986年、モミジの第4仔・ロイヤルシルキーがクイーンステークスを制し、生産馬が重賞初勝利を挙げる。このころから生産馬の質は急激に上昇し、1991年にはレオダーバンが菊花賞を制し、新冠支場創設から14年でGI初制覇を果たした。
1980年代後半、光一郎はかねてより強く望んでいたノーザンダンサー産駒の繁殖牝馬を買い求めはじめる。1989年、イギリス・ニューマーケットで行われたセリ市でパシフィカスを購買。父ノーザンダンサー、母系近親にも一流馬が多数という血統背景ながら、無名の種牡馬シャルードの子を受胎していることが敬遠され、3万1000ギニーの安価であった。しかし日本への輸送後にパシフィカスが産んだビワハヤヒデは1993年の菊花賞に優勝。また3歳王者戦・朝日杯3歳ステークスでは、これも早田が導入した種牡馬ブライアンズタイムとパシフィカスの仔・ナリタブライアンが制し、同年の生産者ランキングにおいて早田牧場は前年の17位から躍進し、日本最大の社台ファームに次ぐ第2位の成績を挙げた。翌1994年にはナリタブライアンが皐月賞、東京優駿、菊花賞のクラシック三冠と有馬記念を制したほか、ビワハヤヒデが天皇賞（春）と宝塚記念、アメリカからの持込による生産馬マーベラスクラウンがジャパンカップを制して生産馬でGI競走7勝を挙げ、ランキングは前年に続き社台ファームに次ぐ2位となる。重賞計14勝は、生産規模で大きく上回る社台に1勝差まで迫るものだった。
早田は優れた相馬眼を持つことに定評があったが、当初、牧場の育成部門は稚拙なものであったという。そこを補ったのが、かつて公営・笠松競馬場で調教師を務め、1991年より育成の責任者として招かれた宮下了であった。宮下は設備から人員までを一新し、新たな環境で育成された馬たちが上記のような活躍を示したことで早田牧場の育成部門への預託希望者が急増。欠点だった育成部門は預託料として牧場に多額の資金をもたらしはじめ、これを元手に新たな馬が続々と買われていった。1995年にはビワハイジが阪神3歳牝馬ステークス、1997年にはマーベラスサンデーが宝塚記念、シルクジャスティスが有馬記念、2000年にはシルクプリマドンナが優駿牝馬（オークス）を制した。1996年、1997年にはランキングで3、4度目の2位を記録している。

### 倒産
早田牧場は順調に経営されていると思われていたが、ビワハヤヒデとナリタブライアンの登場前から、急激な投資がたたり資金繰りが危うい状態にあった。1994年より、社台グループがアメリカより輸入した新種牡馬・サンデーサイレンスの産駒が活躍を始めると、それに押されて早田牧場生産馬の売れ行きが悪化していく。さらに20億円という巨額のシンジケートが組まれ種牡馬となったナリタブライアンが、1998年に供用わずか2年で急死。その翌年に完成した育成施設・天栄ホースパークへの20数億円の投資も経営状態をさらに悪化させる要因となった。
早田が最後に頼ったのは、社台グループのサンデーサイレンス、トニービンと共に種牡馬の「御三家」と呼ばれ活躍を続けていたブライアンズタイムの種付け料収入であり、従来多くとも100頭前後だった交配数を最高153頭まで増やした。しかしそれも経営を大きく改善させるに至らず、2002年11月25日、約58億円の負債を抱えた早田牧場は札幌地方裁判所から破産宣告を受け倒産。また、光一郎は種牡馬シンジケートの資金を横領した罪で起訴され、2005年に懲役5年の有罪判決を受け服役することになった。
早田牧場の遺産の一部は、光一郎がライバル視した社台グループに引き継がれた。倒産後にノーザンファーム（旧称・社台ファーム早来）へ移ったビワハイジは、2010年に牝馬として史上4頭目のJRA年度代表馬となったブエナビスタを含む、5頭もの重賞勝利馬の母（中央競馬史上最多）となった。また、天栄ホースパークはシルクホースクラブによる運営を経て、2011年にやはりノーザンファームへ売却され、「ノーザンファーム天栄」となった。早田牧場の所有する種牡馬を繋養していたスタリオンCBスタッドおよびナリタブライアン記念館は、株式会社優駿が運営する「優駿スタリオンステーション」へ。早田牧場の生産育成牧場を担っていた新冠支場は、一時ビッグジャパンファームへその後改名され「ベルモントファーム」へと譲渡されている。

## 重賞勝利生産馬
※括弧内は生産年と優勝競走。GI競走優勝馬について、特に記載された競走はGI競走。
GI競走優勝馬
- レオダーバン（1988年産 1991年菊花賞[11]）
- ビワハヤヒデ（1990年産 1992年菊花賞 1994年天皇賞・春、宝塚記念など重賞6勝[12]）
- マーベラスクラウン（1990年産 1994年ジャパンカップなど重賞3勝[13]）
- ナリタブライアン（1991年産 1993年朝日杯3歳ステークス、1994年皐月賞、東京優駿、菊花賞、有馬記念など重賞9勝[14]）
- マーベラスサンデー（1992年産 1997年宝塚記念など重賞6勝[15]）
- ビワハイジ（1993年産 1995年阪神3歳牝馬ステークスなど重賞2勝[16]）
- シルクジャスティス（1994年産 1997年有馬記念など重賞3勝[17]）
- シルクプリマドンナ（1997年産 2000年優駿牝馬[18]）

ほか中央・ダートグレード重賞競走優勝馬
- ブルーハンサム（1974年産 1977年目黒記念・秋 ほか地方重賞1勝[19]）
- ファニーバード（1976年産 1979年福島記念[20]）
- ロイヤルシルキー（1983年産 1986年クイーンステークス[21]）
- ジンクタモンオー（1989年産 1991年小倉2歳ステークス[22]）
- ペガサス（1990年産 1992年新潟3歳ステークス 1993年福島記念[23]）
- シルクグレイッシュ（1991年産 1994年福島記念[24]）
- ワイルドブラスター（1992年産 1997年マーチステークス 1998年マーチステークス、アンタレスステークス[25]）
- イブキニュースター（1992年産 1995年フラワーカップ[26]）
- エムアイブラン（1992年産 1997年アンタレスステークス 1998年平安ステークス、武蔵野ステークス 1999年武蔵野ステークス[27]）
- パルブライト（1992年産 1997年新潟記念 1998年函館記念 ほか地方重賞2勝[28]）
- シルクフェニックス（1993年産 1997年エンプレス杯 1998年エンプレス杯[29]）
- ビワタケヒデ（1995年産 1998年ラジオたんぱ賞[30]）
- ナリタルナパーク（1995年産 1999年中山牝馬ステークス[31]）
- タヤスブルーム（1996年産 1998年フェアリーステークス[32]）
- ビワシンセイキ（1998年産 2003年かきつばた記念、とちぎマロニエカップ[33]）
- シルクフェイマス（1999年産 2004年日経新春杯、京都記念 2006年アメリカジョッキークラブカップ[34]）
- モエレアドミラル（2002年産 2004年北海道2歳優駿 ほか地方重賞1勝[35]）
- アドマイヤジャパン（2002年産 2005年京成杯[36]）
- ネヴァブション（2003年産 2007年日経賞 2009年アメリカジョッキークラブカップ 2010年アメリカジョッキークラブカップ[37]）

ほか地方重賞競走優勝馬
- タニカゼ（1965年産 1972年犬鷲賞典・盛岡[38]）
- タカラリージ（1970年産 1974年耶馬渓賞・中津[39]）
- シルクメイジャー（2001年産 2007年はがくれ大賞典・佐賀[40]）

## 導入した種牡馬
1987年に輸入したイルドブルボンを端緒として、以後90年代にかけて光一郎は社台グループを上回る勢いで次々と種牡馬を輸入した。最大の成功馬となったブライアンズタイムは、種牡馬ランキングでサンデーサイレンスにこそ及ばなかったが、2位になること7度におよんだ。ほぼ同血の従兄サンシャインフォーエヴァー購買の交渉に失敗したあとの次善策としての輸入だった。なお、サンシャインフォーエヴァーも1996年にあらためて輸入しているが、芳しい成績は挙がらなかった。ほか1988年に輸入したリヴリアは、1992年の新種牡馬ランキングにおいて後の「御三家」トニービンを抑えて1位となり、翌1993年には初年度産駒ナリタタイシン（川上悦夫牧場産）が皐月賞に優勝するなどしたが、同年9月に腸捻転で急死した。